# Trutruka

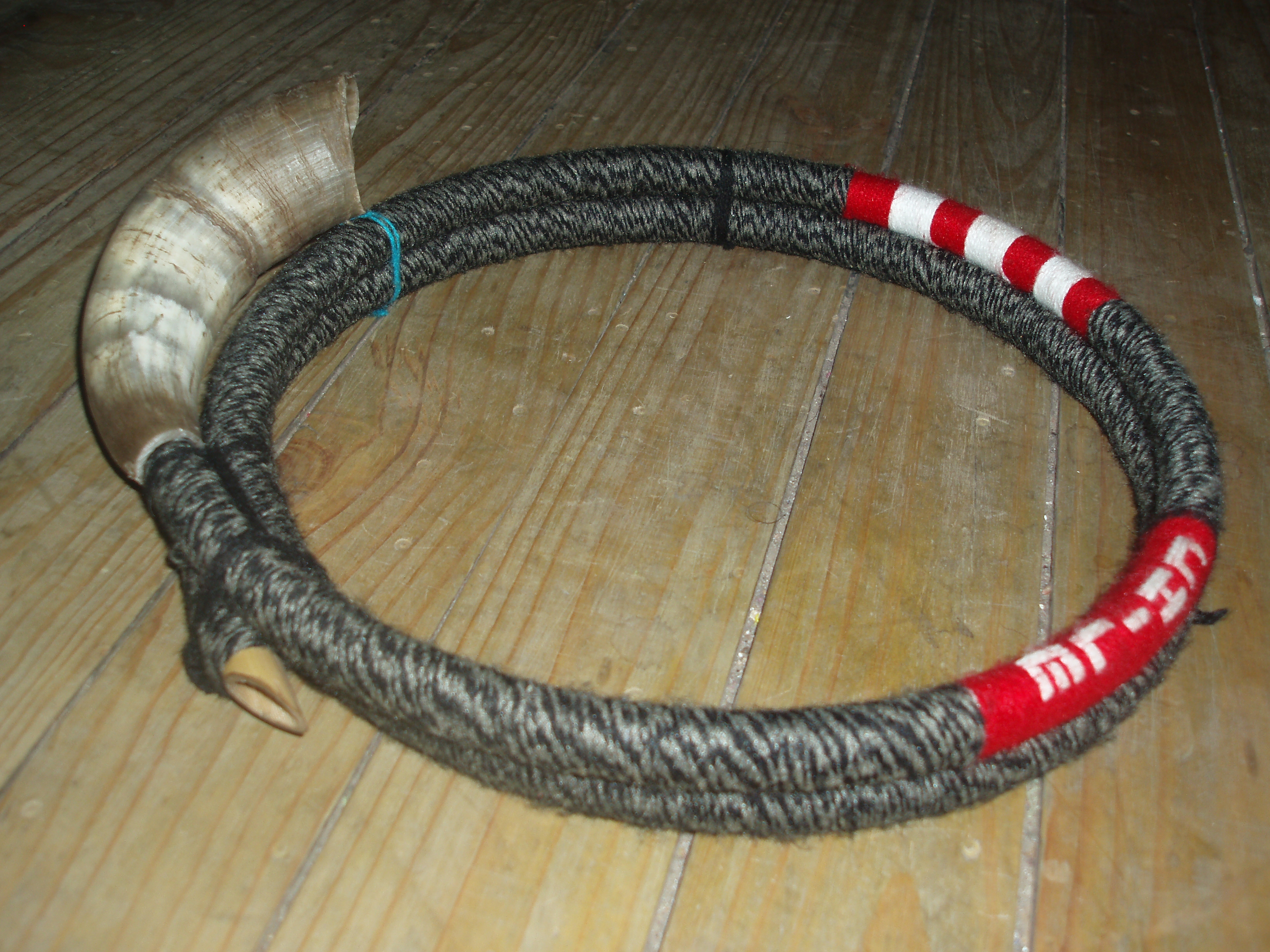
Moderne Version der Trutruka aus einem Plastikschlauch

Trutruka (aus dem Mapudungun, spanisch trutruca) ist eine lange gerade Naturtrompete, die hauptsächlich unter den Mapuche in Chile und Argentinien verbreitet ist. Ihre Form ähnelt dem in der südamerikanischen Region Gran Chaco gespielten erke und dem alpenländischen Alphorn. Der Ton, den sie produziert, ist gellend und tief mit geringen Tonvariationen. Die trutruka wird für Signale über größere Entfernungen, Kriegsrufe oder musikalische Begleitung bei sozialen und religiösen Aktivitäten verwendet.

## Bauform
Das Instrument wird aus einer Blasröhre und einem Schallbecher zusammengesetzt. Die Blasröhre besteht aus einem zwei bis fünf Meter langen Rohr des Rygi-Bambus und besitzt einen Durchmesser zwischen zwei und zehn Zentimeter. Das Bambusrohr wird der Länge nach halbiert, um es auszuhöhlen, und dann werden beide Hälften mit einem Wollfaden oder mit Tierdarm wieder verbunden und mit Tierdarm, im Allgemeinen von Pferden, umwickelt, um zu verhindern, dass die Luft beim Blasen des Instrumentes entweichen kann. Der Schallbecher besteht aus einem Rinderhorn, dessen abgesägte Spitze mit dem Bambusrohr durch Pflanzenfasern oder Darmfäden verbunden wird.
Eine kleinere und modernere Version der trutruka wird aus einem Stück aufgewickeltem Plastikrohr hergestellt.
Man kann mit der trutruka durch Änderung des Blasdrucks und durch die Lippenposition mehrere Töne der Obertonreihe produzieren. Die Instrumente werden zum Spielen auf dem Boden oder in eine Halterung abgesetzt. Sie werden hauptsächlich bei Ritualen und sozialen Ereignissen benutzt, wie beim Bittgottesdienst Gilhatun (in Argentinien camaruco genannt), beim Logkomeu-Tanz, und bei Beerdigungszeremonien.
Unter den Aerophonen der Mapuche sind mit der trutruka die kleinere corneta und die nolkin formverwandt. Letztere wird jedoch nicht geblasen, ihre Töne entstehen durch Ansaugen der Luft aus der Röhre.